# Naurui nyelv
A naurui nyelv (nauruiul: dorerin Naoero) óceániai nyelv, körülbelül 6000 ember beszéli Naurun. A naurui nyelv 12 fonetikus magánhangzót (hat hosszút, hat rövidet) tartalmaz. A naurui nyelvben 16–17 mássalhangzó fonéma van. A naurui nyelv kapcsolata Mikronézia többi nyelvével még nem tisztázott.

## Fordítás
- Ez a szócikk részben vagy egészben  a   Nauruan language című angol Wikipédia-szócikk ezen változatának fordításán alapul.  Az eredeti cikk szerkesztőit annak laptörténete sorolja fel. Ez a jelzés csupán a megfogalmazás eredetét és a szerzői jogokat jelzi, nem szolgál a cikkben szereplő információk forrásmegjelöléseként.